# Aristée l'Ancien
Pour les articles homonymes, voir Aristée (homonymie).
Aristée l'Ancien (-370 à -300) est un mathématicien de la Grèce antique contemporain d'Euclide. Nous ne savons presque rien de sa vie sinon ce qu'en dit le mathématicien Pappus d'Alexandrie quand il se réfère à lui. Les travaux d'Aristée l'ancien portent sur les sections coniques. Il a laissé deux ouvrages mentionnés par Pappus d'Alexandrie et Hypsiclès et qui ont été perdus. L'un traite en cinq livres des lieux solides et l'autre de la comparaison des cinq solides réguliers.